# 楳図かずお
楳図 かずお（うめず かずお、1936年〈昭和11年〉9月3日 あるいは9月25日 - 2024年〈令和6年〉10月28日）は、日本の漫画家・タレント・作詞家・作曲家。血液型O型。本名は楳図 一雄（読み同じ）。初期には山路 一雄やウメヅ カズヲの名義による作品もある。
和歌山県伊都郡高野町で生まれ、奈良県五條市に育つ。1955年に貸本漫画家としてデビュー、『週刊少年サンデー』などに作品を発表。代表作に『漂流教室』『まことちゃん』『わたしは真悟』など。作品は恐怖ものからSF、ギャグもの、時代劇まで、少年もの、少女もの、青年ものを問わず幅広いが、一般にはホラー漫画の第一人者として知られる。
1995年以降、腱鞘炎などといった理由で漫画は休筆し、1990年代後半からはタレント活動を精力的に行っていた。東京都武蔵野市吉祥寺南町に住居兼オフィスを構えた。

## 来歴

### 生い立ち
1936年9月3日 あるいは9月25日、和歌山県伊都郡高野町に生まれる。高野町で生まれたのは、出産の便宜のため。
本籍地は奈良県五條市だが、父方は一族全部が教員という家系であり、父・公雄も小学校教員をしていたため、幼少期は奈良県の山間部の僻村を転々とした。父は囲碁が好きで囲碁大会に奈良県代表としてしばしば出場するなど、高島忠夫の父とは囲碁友達だった。楳図家の祖先については、（かずおの）曽祖父より前の世代の親族が奈良県外から来たらしいということしか分かっていない。
楳図没後の2024年12月に評論家・呉智英が雑誌『フリースタイル』第62号に発表した追悼文で、呉は自身の体験談として「対談の時に楳図は『きょうだいはいません』と語った。その後、実際に姉、弟がいると知り、折り合いが悪くて言いたくないのだろう、と推測した」「その後、別のテーマで、楳図の出身地である五條市の名士と懇談した。その名士も囲碁が好きで楳図の父と碁仲間だったが、楳図父から『自分は妻や子に排除されている（母子密着型の親子で、のけものにされている）』との愚痴を聞くことが多く、のちに父親は自殺したとの話を聞いた」と記した。呉は楳図の作品テーマに「母」が多いことと、この挿話を関連付けて追悼文を締めくくった。

### 幼少時代
3歳から6歳までは奈良県宇陀郡曽爾村で過ごし、父から地元の伝説や民話を聞かされて育つ。6歳からは五條市に住し、東京に出る27歳（1963年）までそこで過ごす。五條市に隣接する和歌山県橋本市は、楳図青年の散歩コースでもあり、橋本市の広報誌に4コママンガ『オテンバ日記』を載せたり（1956年）、橋本駅前に『まことちゃん』の像が建てられたり（2002年）と縁がある。
1947年、小学5年生の時、手塚治虫の『新宝島』を読み、漫画家になることを決意する。初めは手塚を模倣して描いていたが、プロを意識しはじめた中学生時代に手塚調を廃し、初山滋や武井武雄など童画家の影響による作風で漫画を描きはじめ、神戸の「改漫クラブ」、青森の「少年少女漫画ルーム」など複数の同人サークルで積極的に活動する。
中学時代は『漫画少年』にたびたび投稿していたがなかなか採用されず、往復マンガが一度載ったのを最後に同誌への投稿をやめ、『譚海』や『漫画と読物』などに作品を発表していた。奈良県立五條高等学校在学中は、音楽と美術以外に好きな学科は全くなく、授業中には漫画を描いていた。

### 漫画家デビュー
1955年、五條高校卒業。親の言いつけで奈良学芸大学（現・奈良教育大学）を受験したものの失敗。同年、『森の兄妹』（6月刊。山路一雄名義）、『別世界』（9月刊。共にトモブック社）でプロデビュー。前者は「改漫クラブ」の文通相手だった水谷武子との共作で『ヘンゼルとグレーテル』の漫画化、後者は太古の地球に舞台を取った壮大な叙事詩的SF作品。以後、貸本漫画を多く発表し人気作家となる。
1961年、貸本短編誌『虹』29号に発表した『口が耳までさける時』において「恐怖マンガ」という言葉を作った。1963年8月、同じ大阪貸本漫画家の先輩である佐藤まさあきに誘われ上京。池袋にある佐藤の事務所に居候として3年間住む。以後、目白、高田馬場を経て、吉祥寺（現在）に住す。
このころ本格的に俳優を志し、年齢を下に詐称して劇団ひまわりの青年部に入り、『兵隊やくざ』（大映、1965年）や太田博之の映画やNHKの朝の連続テレビ小説『たまゆら』（1965年）に出演したこともあるが、劇団の上層部の人間から宗教への入信を勧められたのに嫌気が差し退団した。また、当時俳優志望だった久保新二と同居して毎晩ひとつの布団で寝ていたこともある。ただし久保によると「といっても、乳くり合ってたワケじゃないぞ。オレはもちろん、その頃からナヨナヨして奇抜な服着てた楳図もホモじゃねえから」という。

### 漂流教室・まことちゃんの大ヒット
1966年、講談社の少女漫画誌『週刊少女フレンド』に連載した『ねこ目の少女』『へび女』等がヒットし、恐怖マンガ家として全国的に知られるようになる。この後、『週刊少年マガジン』（講談社）、『少年画報』・『週刊少年キング』（少年画報社）等などでは少年向けのSF作品、『猫目小僧』など恐怖ものを連載。最も多忙な時期で月刊誌・週刊誌あわせて5本の連載作品を持っていた。
1971年、主たる作品発表の場を、『週刊少年サンデー』（小学館）にしぼる。1975年、『漂流教室』ほか一連の作品で第20回小学館漫画賞受賞。同年、自作自演のLP『闇のアルバム』（CBSソニー）を発表。また、この後、ギャグ作品『まことちゃん』の連載とあいまって、バンド活動を展開する。作詞家として、郷ひろみや近田春夫の楽曲の作詞を手がけたこともある。
1982年、『わたしは真悟』を小学館『ビッグコミックスピリッツ』に連載開始。これに伴い、主たる作品発表の場を同誌に移す。

### 休筆
1995年に完結した『14歳』以後、漫画は休筆。理由には、長年の執筆による腱鞘炎が悪化したことの他、『14歳』連載時、小学館の新任編集者にゲンコツの絵を持って来られ、「手はこう描くんですよ」と言われるなど精神的に憔悴したことが挙げられる。小学館との関係は、その後、かつてスピリッツでの担当編集者であった江上英樹が編集長である『月刊IKKI』等が代表作を復刻刊行する等にとどまっている。
休筆以降は、テレビ・雑誌等でタレント活動を行い、その明るくサービス精神にあふれたキャラクターを元気一杯に披露した。20代前半の頃より好んで着ている赤白のボーダー柄の服がトレードマークである。2005年の映画『楳図かずお恐怖劇場』シリーズの公開に伴い、絶版作品の復刻も相まって、若い女性ファンを中心に現在もファンを増やし続けている。

### 映画監督としての活躍
2014年9月17日公開の長編ホラー映画『マザー』は、楳図初の監督作品となる。脚本も楳図で出演もしている。自叙伝の出版が決まった楳図と編集者の周辺に怪奇現象が続出するが、亡き母の怨念がそこにあったことを知るというストーリーで、片岡愛之助が楳図を演じる。母親役の真行寺君枝、編集者役に舞羽美海なども出演。
映画の完成披露会見では、前年の2013年に転倒して頭部を打ったことから慢性硬膜下血腫で8月と9月の2回にわたり手術を受け、右頭部で190cc、左頭部で250ccの血を抜き、その直後に撮影をしたことなどを明らかにした。

### 晩年
2018年1月、『わたしは真悟』が、フランス・アングレームで開催された第45回アングレーム国際漫画フェスティバルにて遺産部門（LA SELECTION patrimoine）に選ばれた。
2019年、文化庁長官表彰。
2021年8月、公式サイトにおいて、1995年の『14歳』以来26年ぶりとなる新作漫画を発表することを告知。
2022年1月から楳図かずお大美術展を開催。
2023年、第27回手塚治虫文化賞特別賞を受賞。

### 胃がんにより死去
2024年7月に自宅で倒れて搬送され、末期の胃がんを罹患している事が判明。手術は行わず、同年9月からは都内のホスピスで終末期医療を受けていた。同年8月には、自らの著作権を一括管理する「一般財団法人UMEZZ」を設立していた。
その後も病床で新作構想なども模索していたが、10月に入り体力が低下し、同年10月28日15時40分、死去した。88歳没。生涯独身だった。訃報は同年11月5日に明らかになった。葬儀は関係者のみで行われ、遺影は「グワシ!」のポーズで撮影されたものが使用され、棺にはトレードマークの赤と白のボーダーシャツと赤いキャップ姿で納められたという。翌2025年5月28日に吉祥寺の吉祥寺エクセルホテル東急でお別れの会が行われ、多数のファンが集まった。

## 影響
- クリエーターや芸能人にも数多くのフォロワーが存在する。
  - 小説家の綾辻行人は、「我が心の師」として仰いでいる[24]。
  - タレントの中川翔子は楳図の漫画を読んでいた父中川勝彦から薦められて幼少期から楳図の漫画を読んでおり、思春期には楳図の絵を写経のように模写していた。芸名の「翔」の字は漂流教室の主人公「高松翔」から取られた。デビュー当時には「楳図タッチの絵を描く謎のアイドル」と紹介されたこともある。
  - 映画監督の塚本晋也は"人生最高の本"の一冊に楳図の『漂流教室』を挙げている。『わたしは真悟』は塚本の『鉄男』に影響を与えているという[25]。
  - シンガーソングライターのルルティアは2005年公開の映画『楳図かずお恐怖劇場』の音楽を担当し、そのサウンドトラックアルバム『楳図かずお恐怖劇場 ルルティア・トラックス』を発表した。同じくシンガーソングライターの柴田淳も2008年公開の映画『おろち』の主題歌「愛をする人」を担当した。
  - 特殊漫画家の山野一は「あっち側まで突き抜けちゃった人しか知りえない世界や収拾不可能とも思えるモチーフを、みごとに構成構築し、説得力ある完成度の高い作品に仕上げている。そんなお方が時には、マーク・ボランばりのパンタロンスーツで『まことちゃん』を描いたりもするのだから、もうほとんど人間の域を越えている」として「天才とキチガイは紙一重」という言葉が最も相応しい作家と評した[26]。また山野は「身も心もボロボロになって、ようやく最後のページを閉じたとき、聡明な少女は気付くだろう。その作品がかくも自分を魅きつけたのは、その世界が実はずっと昔から自分の中にあり、自覚されずにいたものだからということを」とも語っている。
- コメディ・ギャグ要素を含む漫画やアニメにおいて、恐怖に戦慄する登場人物の表情が、突然その作品本来の絵柄から逸脱して楳図調のタッチになってしまうというパロディは非常に広範に用いられ、また漫画そのものがネタにされることもあり、『ドラえもん』の『主役はめこみ機』のエピソードではまことちゃんの顔が野比のび太に変わるという設定が使われた。

## エピソード
- 徹底的なオリジナル追求志向であり、他作品から影響を受けることを恐れて漫画や映画、アニメ、小説などには一切触れないという。また、オリジナリティをものにするには、まだ誰も手を付けていない未知の分野を積極的に開拓する姿勢が大切であるとも述べている[27]。
- 映画「漂流教室」（大林宣彦監督）は、テーマやストーリーが大きく改変され、苦言を呈した。
- アメリカの文化にも大きな影響を受けている。エルヴィス・プレスリー（音楽活動）、マリリン・モンロー（わたしは真悟）アメリカ（14歳） など。
- 赤と白のボーダーシャツ（ロヂャースにて購入）を好む。また赤と白のボーダーラインが自分のラッキーカラーであると語っている。なぜ赤と白のボーダーラインが好きかについては、海賊の着ている服のイメージからだと答えており、そのイメージの源泉は子供の頃に読んだ手塚治虫の『新宝島』から得たと答えている。また漫画家の他になりたい職業は？という問いにも「やっぱり海賊」と答えた。
- 2007年に吉祥寺の自宅（まことちゃんハウス）を改築した際、外壁に赤と白のボーダーラインを入れた点について、近隣住民2人から「景観を損ねる」として建設差し止め仮処分申請に発展した。東京地裁は、10月12日に以下の理由で住民側の請求を却下。
  - 「本件建物周辺には外壁が青色の建物，黒色の建物，薄紫色の建物など様々な色彩の建物が存在し、本件地域内の建物外壁の色彩が統一されているわけではないことに照らせば、本件建物の外壁部分が周囲の景観の調和を乱すものとまでは認め難い」[28]
  - 「本件建物外壁部分は……原告らの目に常に触れるものとはいえないこと、本件建物は……法令に違反していないこと、本件地域には建物の色彩について法規制はなく、住民間で……建築協定等も存せず、実際にも……周辺には多様な色彩の建物が複数存在し、建物外壁の色彩が統一されているわけでないこと等の事情を併せ考慮すると、本件建物外壁……が……原告らの私生活の平穏ないし平穏生活権を受忍限度を超えて侵害するものということはできない」[28]
- その後、原告側から塗装中止を求める訴訟も起こされたが、建物が完成したことに伴い、外壁を撤去するまで毎月10万円の損害賠償を請求する訴訟に変更されたものの、東京地裁は2009年1月28日に「周囲の目を引くが、景観の調和を乱すとまでは認められない」として請求を棄却した。
- 「まことちゃんハウス」の室内は壁の色が部屋により変えられており、緑の玄関ホール、白のリビング、黄色の寝室、青の書庫、赤の屋根裏部屋などがある。別荘にも赤と白のボーダーラインを入れている。また、吉祥寺以前に居住していた高尾の家の外壁は真黄色であった。
- 閉所恐怖症気味で、生来の自動車嫌いである（それゆえに一度も自動車免許を取得していない）。電車は利用するが、ほとんど徒歩で都内を移動する。
- 7つ年下の弟である楳図良雄は広告代理店大広の社員で、担当したアニメ「アンデス少年ペペロの冒険」の主題歌の作詞を兄に頼んでいる。
- 私生活ではタバコは吸わず、酒もグラス1杯を嗜む程度であったという[29]。

## 受賞歴
- 1974年 - 第20回小学館漫画賞（『漂流教室』ほか一連の作品）
- 2018年 - 第45回アングレーム国際漫画祭 遺産賞（Je suis Shingo『わたしは真悟』仏訳）
- 2019年 - 文化庁長官表彰
- 2020年 - ミケルッツィ賞 最優秀クラシック作品賞（Io sono Shingo『わたしは真悟』伊訳）[30]
- 2023年 - 第27回手塚治虫文化賞特別賞
- 2025年 - 第45回日本SF大賞功績賞[31]

## 主要作品

### 連載作品
- 母よぶこえ - 『少女ブック』（1958年ごろ）[32]
- ロマンスの薬（原題：ロマンスの薬あげます!!） - 『なかよし』（1962年）
- 紅グモ - 『週刊少女フレンド』（1965年47号 - 1966年10号）
シリーズこわい本<13>に収録。[33]
- 半魚人 - 『週刊少年マガジン』（1965年48号 - 53号）
シリーズこわい本<15>に収録。[33]
- ひびわれ人間 - 『週刊少年マガジン』（1966年06号 - 12号）
- へび少女 - 『週刊少女フレンド』（1966年11号 - 25号）
- ウルトラマン - 『少年マガジン』（1966年 - 1967年）
- 赤んぼ少女 - 『週刊少女フレンド』（1967年30号 - 39号）
のちに『のろいの館』『赤んぼう少女』とも改題される。
- SF異色短編集 - 『ビッグコミック』（1968年 - 1969年）
- 映（かげ）像 - 『ティーンルック』（1968年）
後に『谷間のユリ』[34] と共にシリーズこわい本<1>に収録。[33]
- 蝶の墓 - 『ティーンルック』（1968年）
- 猫目小僧 - 『少年画報』など（1968年 - 1976年）
- おそれ - 『ティーンルック』（1969年）
- 死者の行進
- おろち - 『週刊少年サンデー』（1969年25号 - 1970年35号）
- イアラ - 『ビッグコミック』（1970年1月10日号 - 9月25日号）
- アゲイン - 『週刊少年サンデー』（1970年43号 - 1972年5号）
- 怪獣ギョー - 『週刊少年サンデー』（1971年36号 - 37号）
- 漂流教室 - 『週刊少年サンデー』（1972年23号 - 1974年27号）
- 洗礼 - 『少女コミック』（1974年 - 1976年）
- まことちゃん - 『週刊少年サンデー』（1976年16号 - 1981年30号）
- わたしは真悟 - 『ビッグコミックスピリッツ』（1982年8号 - 1986年27号）
- 楳図かずおの呪い - （1986年）
- 神の左手悪魔の右手 - 『ビッグコミックスピリッツ』（1986年31号 - 1988年32号）
- 14歳 - 『ビッグコミックスピリッツ』（1990年4・5合併号 - 1995年37号）
- ZOKU-SHINGO 小さなロボット シンゴ美術館 - 『芸術新潮』（2022年2月号）[35]

### 読み切り
- 愛の方程式 - 『高2時代』（1973年）
- ねがい - 『週刊少年サンデー』（1975年16号）
- 男神 - 朝日ソノラマ『DUO』（創刊号）

### 本人歌唱作品
シングル
- ビチグソロック（1977年、「まことちゃん」B面曲）
- グワシ!!まことちゃん/ギャングの母（1977年、「KAZZ（楳図の変名）、フィーリング・フリー」名義）
- サンバ・デ・まことちゃん/パパ&ママROCK（1980年、「楳図かずお&スーパー・ポリス」名義）
- 木村の兄さん（1996年、UMEZZ名義）
- あしゅらの道のまん中で/猫目小僧（2006年5月23日、映画『猫目小僧』主題歌。「浅草ジンタ with 楳図かずお」名義）
- まことちゃん音頭（2010年12月22日）
- 新宿烏（2011年7月27日、映画『おろち』劇中歌のセルフカバー）

アルバム
- 闇のアルバム（1975年7月21日、SOLL－152）
- 闇のアルバム（2005年6月29日、ソニー・ミュージック MHCL-542）
1975年発売の『闇のアルバム』に未発表音源を追加してCD化。
- 闇のアルバム・2（2011年8月31日）

その他
- むかしトイレがこわかった!（作曲も楳図が担当。NHKみんなのうたで2000年8月-9月に放送された。同年11月18日発売のオムニバスアルバム『NHKみんなのうた/小さな手紙』収録）

### 作詞提供作品
- 朝倉理恵、エコノミック・アニマルズ
  - つる姫じゃ〜っ!（作曲も楳図が担当。（漫画『つる姫じゃ〜っ!』イメージソング）
- 内田あかり
  - ねどこ
- 郷ひろみ
  - 寒い夜明け
  - 南の果実
- 近田春夫
  - ああ、レディハリケーン
  - エレクトリック・ラブ・ストーリー
- 谷村美月
  - 新宿烏（映画『おろち』劇中歌）
- 野下まこと
  - まことちゃん（漫画『まことちゃん』イメージソング）
- 堀江美都子
  - 風よつたえて（アニメ『アンデス少年ペペロの冒険』エンディングテーマ）
  - 猫目小僧（作曲も楳図が担当。アニメ『妖怪伝 猫目小僧』オープニングテーマ）
  - ペペロの冒険（アニメ『アンデス少年ペペロの冒険』オープニングテーマ）
  - 見ろよ! この目を（アニメ『妖怪伝 猫目小僧』エンディングテーマ）

## 作品の映像化

### アニメ化作品
- まことちゃん
- おろち（漫画ビデオ）
- 楳図かずおの呪い
  - 第1話「ビデオカメラに何が映ったか？」
  - 第2話「幽霊屋敷」

### 映画化作品
- 蛇娘と白髪魔（1968年、監督：湯浅憲明）
- 映画まことちゃん （1980年、監督：芝山努）※本人役としても参加[36]
- 漂流教室 （1987年、監督：大林宣彦）
- 漂流教室 DRIFTING SCHOOL （1995年、監督：J・J・ミムラ）
- 洗礼 （1996年、監督：吉原健一）
- 楳図かずお恐怖劇場（2005年）
  - 楳図かずお恐怖劇場「まだらの少女」 （監督：井口昇）
  - 楳図かずお恐怖劇場「ねがい」 （監督：清水厚）
  - 楳図かずお恐怖劇場「蟲たちの家」 （監督：黒沢清）
  - 楳図かずお恐怖劇場「絶食」 （監督：伊藤匡史）
  - 楳図かずお恐怖劇場「プレゼント」 （監督：山口雄大）
  - 楳図かずお恐怖劇場「DEATH MAKE」 （監督：太一）
- 猫目小僧 （2006年、監督：井口昇）
- あしゅらの道のまん中で （2006年、歌：浅草ジンタ with 楳図かずお、監督：楳図かずお）PV
- 神の左手 悪魔の右手 （2006年、監督：金子修介） - コンビニの客役で本人登場
- おろち （2008年、監督：鶴田法男）
- 赤んぼ少女（2008、監督：山口雄大）

### 監督映画作品
- マザー（2014年9月27日、原案・脚本・監督：楳図かずお） - 初の監督作品[37][38]。

### テレビドラマ化作品
- ロング・ラブレター〜漂流教室〜（フジテレビジョン、2001年）(原作：『漂流教室』)
- 妖怪伝 猫目小僧
- 怪談整形美女（原作『黒いねこ面』）
- 雪花魔人形（原作『おろち』姉妹）

### オリジナルビデオ作品
- 楳図かずおのギャル10アイランド（脚本、監督、主演）-メーカー	ボックスランド
- うばわれた心臓（1985年、監督：早川光 日本初のオリジナルビデオ作品）原作は高校生シリーズ「恐怖」の１エピソード。

### 舞台化作品
- わたしは真悟（2004年、劇団アロッタファジャイナ、監修：那須博之、脚本・演出：松枝佳紀、出演：上野未来（真鈴役））

## 出演

### 映画
- 兵隊やくざ（1965年、監督：増村保造）
- 蛇娘と白髪魔（1968年、監督：湯浅憲明）- タクシー運転手 役
- 喜談南海變化玉（1978年、監督：長嶺高文）
- 妖怪天国（1986年、監督：手塚眞）
- 漂流教室（1987年、監督：大林宣彦）- 警察官 役
- 東京ゾンビ（2005年、監督：佐藤佐吉）- 秋山先生/王子 役
- 真夜中の弥次さん喜多さん（2005年、監督:宮藤官九郎）
- 神の左手 悪魔の右手（2006年、監督：金子修介）
- グーグーだって猫である（2008年、監督:犬童一心）
- グワシ!楳図かずおです（2009年）

### ドラマ
- 総務省製作の選挙啓発ドラマ「希望の党☆」（金子修介監督）に特別出演
- 月曜ドラマランド版「悪魔くん」に水木しげるへの友情出演（フジテレビ）
- 月曜ドラマランド「うっかり夫人ちゃっかり夫人」（フジテレビ）
- 火曜サスペンス劇場「真夜中の白い少女 呪われた女学院の惨劇!」（日本テレビ）
- 世にも奇妙な物語 25周年記念スペシャル・春～人気漫画家共演編～ 「蟲たちの家」（フジテレビ）
- ドラマ24（テレビ東京）
  - 「東京センチメンタル」第6話
  - 「吉祥寺だけが住みたい街ですか?」第10話

### ラジオ
- 青春大通り（1979年 - 1980年、文化放送）金曜パーソナリティ

### CM
- 関電工「関電工が足りない（コロンブスLAN編）」（2002年）- 渡辺哲との共演
- 大塚製薬「オロナミンC」（2006年）- 上戸彩との共演
- Google「Android:みんなのand」（2014年）

### 他
- 舞台「マダム鶴子の優雅な正月」（1984年1月1日 - 2日 本多劇場）[39]
- 開運!なんでも鑑定団（テレビ東京）
  - 2000年4月11日 - まことちゃんファンの太田裕美が楳図からもらった感謝状を鑑定に出す。[注釈 2]
  - 2001年3月20日 - 北原照久らと出張鑑定を行う。
- 出没!アド街ック天国「高尾山」（2002年5月4日、テレビ東京） - 当時住んでいた家も紹介。
- 課外授業 ようこそ先輩「“恐怖”は心の安全装置 楳図かずお」（2002年9月8日、NHK総合）- 小学生を相手に特別授業（夜の学校で肝試し）を行った。
- ダウンタウンのガキの使いやあらへんで!!（日本テレビ）
  - 絶対に笑ってはいけない病院24時（2007年12月31日 - 2008年1月1日）
  - クイズ楳図かずおの500のコト（2008年2月3日）
  - 絶対に笑ってはいけない新聞社24時（2008年12月31日 - 2009年1月1日）※2009年1月18日の未公開シーンに出演
  - 絶対に笑ってはいけないホテルマン24時（2009年12月31日 - 2010年1月1日）
  - 絶対に笑ってはいけないスパイ24時（2010年12月31日 - 2011年1月1日）
  - 絶対に笑ってはいけない空港24時（2011年12月31日 - 2012年1月1日）
  - 絶対に笑ってはいけない熱血教師24時（2012年12月31日 - 2013年1月1日）※2013年1月8日の未公開SPで出演
- GyaO「溜池Now」溜池会会員No.006
- くにまるワイド ごぜんさま〜 邦流 ゲスト（2009年7月6日 - 10日、文化放送）
- 趣味悠々「楳図かずおの今からでも描ける!4コマ漫画入門」（2009年11月5日 - 12月24日、NHK教育）
- クイズ☆タレント名鑑（TBS） - マイケル・ジャクソン「スリラー」ミュージック・ビデオの完全コピー企画
- SWITCHインタビュー 達人達「楳図かずお×稲川淳二」（2014年9月6日、NHK教育）
- 人生クイズ 冠婚葬祭（テレビ朝日）コーナー担当

ほか多数

## 美術展
- 楳図かずお大美術展（2022年1月28日 - 3月25日、東京シティビュー TOKYO CITY VIEW（六本木ヒルズ）、9月17日 - 11月20日、あべのハルカス美術館）[19][40]

## アシスタント
- 高木一夫
- 浅原一義
- 菅井こうじ
- 高橋のぼる
- ロビン西
- 高橋留美子 [41]